# Densità di carica
La densità di carica elettrica (simile al concetto di densità di massa) indica il rapporto tra la quantità di carica elettrica presente in una porzione dello spazio e la regione stessa. È uno strumento che idealizza una distribuzione continua di cariche, approssimazione utile per gestire le somme di cariche come semplici integrali.

## Densità lineare di carica
Nel caso di una distribuzione uniforme, la densità lineare di carica,  indica il rapporto tra la carica(Q) distribuita su un filo, una sbarra o qualsiasi altra grandezza a simmetria unidimesionale  e la sua lunghezza(d) lungo l'ascissa curvilinea. In formule {\displaystyle \lambda ={\frac {Q}{d}}}. Si misura, considerando le grandezze nel S.I, in C/m.

## Densità superficiale di carica
Nel caso di una distribuzione uniforme, la densità superficiale di carica, indica il rapporto tra la carica (Q) distribuita su una superficie qualsiasi e l'area S della superficie stessa. In formule {\displaystyle \sigma ={\frac {Q}{S}}}. Si misura, considerando le grandezze nel SI, in C/m2.

## Densità volumetrica di carica
Nel caso di una distribuzione uniforme, la densità volumetrica di carica, indica il rapporto tra la carica distribuita all'interno di un solido qualsiasi (Q) e il suo  volume (V). In formule {\displaystyle \rho ={\frac {Q}{V}}}. Si misura, considerando le grandezze nel S.I, in C/m3.
La densità di carica è massima in prossimità di spigoli e punte, dove è misurabile la maggiore concentrazione di particelle elettriche libere. Il campo elettrico è conservativo. Inoltre esso ha divergenza nulla nelle regioni in cui non vi è carica. 
Su uno spigolo si accumulano le cariche "portate" dalle linee di campo che insistono sui due lati della punta. Il fenomeno è più rilevante su punte di oggetti piramidali o conici, dove è massimo il numero delle linee di campo che si incontrano nel vertice.
In base a questo principio, funziona il parafulmine che deve le sue proprietà non solo al materiale conduttivo, ma anche alla forma geometrica a punta.